# Demidevil
Demidevil (стилизация под маюскул) — дебютный коммерческий микстейп американской певицы и рэперши Ашникко. Он был анонсирован 9 октября 2020 года, с последующим запланированным выпуском 13 ноября, однако микстейп был перенесён на 19 февраля, после чего, дата выпуска в последний раз была перенесена на 15 января 2021 года на лейблах Parlophone и Warner Records. Он содержит в себе синглы «Cry» при участии Граймс, «Daisy» и «Deal with It» при участии американской певицы Келис.

## История
После мини-альбома 2019 года Hi It's Me, 16 марта Ашникко выпустила сингл «Tantrum». Изначально он должен был стать частью альбома, однако в финальном списке композиций песни нет. Персонаж Demidevil впервые появился в видео на песню «Tantrum» вместе с самой Ашникко и другим героем Little Blue. Последняя позже была указана в название песни. Ашникко впервые анонсировала микстейп в серии видео, где она превращалась в своё альтер эго под названием Demidevil. В последних трёх видео были раскрыты дата выпуска микстейпа, список композиций и обложка. Официально он был анонсирован 28 августа 2020 года в социальных сетях.

## Синглы
Лид-сингл с Demidevil 	«Cry» был выпущен 17 июня 2020 года, на песне есть гостевое участие от Граймс. Анимированное музыкальное видео было выложено в тот же день. Песня была номинирована на UK Music Video Awards в номинации «лучшее Поп Видео - UK».
Первая песня с микстейпа	 «Daisy» была выпущена, как второй сингл 9 июня 2020 года. Музыкальное видео было выпущено 7 августа 2020 года. «Daisy» достигла номера 24 в чарте UK Singles Chart, став её первым синглом в 40 лучших. Сингл также достиг 4 номер в чарте Bubbling Under Hot 100.
«Deal with It» при участии американской певицы Келис был выпущен в качестве третьего сингла с микстейпа 12 января 2021 года. Премьера его состоялась на BBC Radio 1, а музыкальное видео было выпущено вместе с самой песней.

## Список композиций
Адаптировано под Apple Music.
| №   | Название                                     | Автор(ы)                                                                                     | Продюсер(ы)       | Длительность |
| --- | -------------------------------------------- | -------------------------------------------------------------------------------------------- | ----------------- | ------------ |
| 1.  | «Daisy»                                      | Ashton Casey Thomas Slinger                                                                  | Thomas Slinger    | 2:26         |
| 2.  | «Toxic»                                      | Casey Kelly Richardson Slinger                                                               | Slinger           | 2:42         |
| 3.  | «Deal with It» (при участии Келис)           | Casey Dagny Sandvik Max Wolfgang Mark Crew Daniel Priddy Slinger Chad Hugo Pharrell Williams | Slinger FRND      | 3:11         |
| 4.  | «Slumber Party» (при участии Princess Nokia) | Casey Destiny Frasqueri Peter Elegbede                                                       | CallMeTheKidd     | 2:58         |
| 5.  | «Drunk with My Friends»                      | Casey Oscar Scheller                                                                         | Oscar Scheller    | 2:08         |
| 6.  | «Little Boy»                                 | Casey Scheller                                                                               | Scheller          | 2:52         |
| 7.  | «Cry» (при участии Граймс)                   | Casey Claire Boucher Melissa Storwick Ebenezer Fabiyi                                        | Ebenezer          | 2:06         |
| 8.  | «L8R Boi»                                    | Casey Slinger                                                                                | Slinger           | 2:23         |
| 9.  | «Good While It Lasted»                       | Casey Gina Kushka Jon Mills Marcus Andersson                                                 | J Mills Andersson | 3:02         |
| 10. | «Clitoris! The Musical»                      | Casey Scheller                                                                               | Scheller          | 1:36         |